# خولیو یاماثارس
خولیو یاماثارِس (اسپانیایی: Julio Llamazares‎؛ زادهٔ ۲۸ مارس ۱۹۵۵) نویسنده، فیلم‌نامه‌نویس و روزنامه‌نگار اهل اسپانیا است.

او تا کنون بابت آثارش، برندهٔ جوایز گوناگونی شده است.